# Donna Marie Gurr
Donna Marie Gurr (Canadá, 18 de febrero de 1955) es una nadadora canadiense retirada especializada en pruebas de estilo espalda, donde consiguió ser medallista de bronce olímpica en 1972 en los 200 metros.

## Carrera deportiva
En los Juegos Olímpicos de Múnich 1972 ganó la medalla de bronce en los 200 metros espalda, con un tiempo de 2:23.22 segundos, tras las estadounidenses Melissa Belote y Susan Atwood.
Y en los Juegos Panamericanos de 1971 celebrados en Cali, Colombia, ganó tres medallas de oro —100 y 200 metros espalda, y 4x100 metros estilos— y plata en 4x100 metros estilo libre.